# Arcził Gomiaszwili
Arcził Michajłowicz Gomiaszwili (ros. Арчи́л Миха́йлович Гомиашви́ли, gruz.  არჩილ მიხეილის ძე გომიაშვილი; ur. 23 marca 1926 w Cziatura, zm. 31 maja 2005 w Moskwie) – radziecki aktor pochodzenia gruzińskiego. Najbardziej znany z roli Stalina. Rolę tę zagrał w kilku produkcjach filmowych w latach 1986-1994, m.in. w filmie Stalingrad z 1989 roku oraz w Aniołach śmierci. Znany też jest jako Ostap Bender w filmie Leonida Gajdaja Dwanaście krzeseł z 1971 roku. Ludowy Artysta Gruzińskiej SRR (1966). Zmarł na raka płuc. Został pochowany na Cmentarzu Trojekurowskim w Moskwie.

## Wybrana filmografia
- 1971: Dwanaście krzeseł jako Ostap Bender
- 1977: Mimino
- 1987: Mój ulubiony klaun jako Pasza Fokin
- 1989: Stalingrad jako Józef Stalin
- 1993: Anioły śmierci jako Józef Stalin